# St. Petersburg Open 2016
St. Petersburg Open 2016 byl tenisový turnaj pořádaný jako součást mužského okruhu ATP World Tour, který se hrál v aréně Sibur na dvorcích s tvrdým povrchem Portable Rebound Ace. Probíhal mezi 19. až 25. zářím 2016 v severoruském Petrohradu jako dvacátý první ročník turnaje.
Turnaj s rozpočtem 986 380 dolarů patřil do kategorie ATP World Tour 250. Nejvýše nasazeným hráčem ve dvouhře se stal třetí tenista světa  a aktuální vítěz US Open, Stan Wawrinka ze Švýcarska. Jako poslední přímý účastník do hlavní singlové soutěže nastoupil 89. litevský hráč žebříčku Ričardas Berankis.
Premiérový titul na okruhu ATP vybojoval Němec Alexander Zverev, jenž se v 19 letech  stal prvním teenagerem, který ovládl singlovou událost od roku 2008, kdy v New Havenu triumfoval tehdy také 19letý Marin Čilić. Po odvráceném mečbolu vyhrál první společnou trofej ze čtyřhry britsko-finský pár Dominic Inglot a Henri Kontinen, jenž trofej obhájil.

## Rozdělení bodů a finančních odměn

### Rozdělení bodů
| Soutěž  | vítězové | finalisté | semifinalisté | čtvrtfinalisté | 16 v kole | 32 v kole | Q  | Q3 | Q2 | Q1 |
| ------- | -------- | --------- | ------------- | -------------- | --------- | --------- | -- | -- | -- | -- |
| dvouhra | 250      | 150       | 90            | 45             | 20        | 0         | 12 | 6  | 0  | 0  |
| čtyřhra | 250      | 150       | 90            | 45             | 0         |           |    |    |    |    |

### Finanční odměny
| Soutěž                              | vítězové | finalisté | semifinalisté | čtvrtfinalisté | 16 v kole | 32 v kole |
| ----------------------------------- | -------- | --------- | ------------- | -------------- | --------- | --------- |
| dvouhra                             | $163 485 | $86 100   | $46 645       | $26 575        | $15 660   | $9 275    |
| čtyřhra                             | $49 660  | $26 110   | $14 150       | $8 090         | $4 740    | —         |
| částka ve čtyřhře je uvedena na pár |          |           |               |                |           |           |

## Dvouhra

### Nasazení hráčů
| Země                         | Hráč                  | ATP | Nasazení |
| ---------------------------- | --------------------- | --- | -------- |
| Švýcarsko                    | Stan Wawrinka         | 3.  | 1.       |
| Kanada                       | Milos Raonic          | 6.  | 2.       |
| Česko                        | Tomáš Berdych         | 9.  | 3.       |
| Španělsko                    | Roberto Bautista Agut | 16. | 4.       |
| Německo                      | Alexander Zverev      | 27. | 5.       |
| Španělsko                    | Albert Ramos-Viñolas  | 32. | 6.       |
| Srbsko                       | Viktor Troicki        | 33. | 7.       |
| Portugalsko                  | João Sousa            | 34. | 8.       |
| Žebříček ATP k 12. září 2016 |                       |     |          |

### Jiné formy účasti na turnaji
Následující hráči obdrželi divokou kartu do hlavní soutěže:
- Alexandr Bublik
- Karen Chačanov
- Andrej Rubljov

Následující hráči postoupili z kvalifikace:
- Radu Albot
- Daniil Medveděv
- Alexandre Sidorenko
- Mischa Zverev

### Odhlášení
Před začátkem turnaje
- Marcos Baghdatis → nahradil jej   Jevgenij Donskoj
- Pablo Carreño Busta → nahradil jej  Lukáš Rosol
- Ernests Gulbis → nahradil jej  Dušan Lajović
- Jiří Veselý → nahradil jej  Ričardas Berankis

### Skrečování
- Michail Kukuškin (poranění pravé paže)[1]

## Čtyřhra

### Nasazení párů
| Země                                                                    | Hráč             | Země       | Hráč                    | ATP  | Nasazení |
| ----------------------------------------------------------------------- | ---------------- | ---------- | ----------------------- | ---- | -------- |
| Spojené království                                                      | Dominic Inglot   | Finsko     | Henri Kontinen          | 65.  | 1.       |
| Polsko                                                                  | Marcin Matkowski | Srbsko     | Nenad Zimonjić          | 86.  | 2.       |
| Nizozemsko                                                              | Wesley Koolhof   | Nizozemsko | Matwé Middelkoop        | 114. | 3.       |
| Argentina                                                               | Andrés Molteni   | Chile      | Hans Podlipnik-Castillo | 115. | 4.       |
| Žebříček ATP k 12. září 2016; číslo je součtem umístění obou členů páru |                  |            |                         |      |          |

### Jiné formy účasti
Následující páry obdržely divokou kartu do hlavní soutěže:
- Alexandr Bublik /  Jevgenij Donskoj
- Michail Jelgin /  Alexandr Kudrjavcev

## Přehled finále

### Mužská dvouhra
- Alexander Zverev vs.  Stan Wawrinka, 6–2, 3–6, 7–5

### Mužská čtyřhra
- Dominic Inglot /  Henri Kontinen vs.  Andre Begemann /  Leander Paes, 4–6, 6–3, [12–10]